# カール・エルンスト・ゲオルゲス
カール・エルンスト・ゲオルゲス(ドイツ語：Karl Ernst Georges、1806年12月26日-1895年8月25日)はドイツの古典文献学者、教師、辞書編纂者。ゴータ生まれ。ラテン語辞書の編纂者として知られている。

## 生涯
宮廷ガラス職人の父の下に生まれ、ゴータとノルトハウゼンのギムナジウム（高校に相当）に通い、大学は1826年から1828年までゲッティンゲンで、1829年までライプツィヒで学んだ。
1828年、ライプツィヒのハーン出版社(Hahn'sche Verlagsbuchhandlung)の編集長、ゲオルク・ハインリヒ・リューネマンに雇われてシェラー編のラテン語・ドイツ語辞書の新版校訂の仕事を補佐した。1830年に死去したリューネマンの後を継いで1833年、辞書を完成させた。これが1835年、イェーナ大学で博士論文に相当するものと認められて博士号を取得した。1837年、自身の名前で新版を出版した。
1839年から1856年までゴータの実業ギムナジウムに教師として勤めたが、視力の衰えから教職を退き、在野の学者として辞書編纂の仕事に集中した。1862年、教授の称号を受けた。
ゲオルゲスが編纂に携わったラテン語辞書は、ドイツ語圏では現在でもなお、標準的なラテン語辞書とされている。死後、息子のハインリヒ・ゲオルゲスが2巻本の中型辞書(Handwörterbuch)の編集作業を受け継いで続行し、第8版を出版した(1913年ゴータ。1985年復刻版、ダルムシュタット)。最新版は「新版ゲオルゲス」(Der Neue Georges)のタイトルで2013年、ドイツの学術書籍協会(Wissenschaftliche Buchgesellschaft)から出版されている。

## 出版
- Ausführliches lateinisch-deutsches Handwörterbuch（『詳述ラテン語・ドイツ語中型辞書』）(1879/80、第7版、全2巻。1913-18、第8版、全2巻、息子のハインリヒ・ゲオルゲスによる改訂版) オンライン版：http://www.zeno.org/Georges-1913 [最新版(2013年)："Der Neue Georges. Ausführliches Handwörterbuch Lateinisch–Deutsch"（『新版ゲオルゲス．詳述ラテン語・ドイツ語中型辞書』）, Mit einem neuen Vorwort von Thomas Baier. 2013. Völlig neu bearbeitet auf der Grundlage der 15. Auflage (reprographierter Nachdruck der 8. Auflage 1913/18). 2560 S. Veröffentlicht mit Unterstützung des Wilhelm-Weischedel-Fonds der Wissenschaftlichen Buchgesellschaft]
- Ausführliches deutsch-lateinisches Handwörterbuch（『詳述ドイツ語・ラテン語中型辞書』）(1882 Leipzig、第7版、全2巻）
- Ausführliches lateinisch-deutsches und deutsch-lateinisches Handwörterbuch（『詳述ラテン語・ドイツ語＆ドイツ語・ラテン語中型辞書』）(1869, 1879-82第7版)
- Kleines deutsch-lateinisches Handwörterbuch（『小型ドイツ語・ラテン語辞書』）(1910、第7版、ハインリヒ・ゲオルゲスによる改訂版）
- A copious and critical English-Latin lexicon（『英語・ラテン語辞書』）(1849 by Rev. Joseph Esmond Riddle and Rev. Thomas Kerchever Arnold: ゲオルゲスのドイツ語・ラテン語辞典の英語版）
- Thesaurus der klassischen Latinität（『古典ラテン語の語彙集』）（1854-68、全2巻）
- Lateinisch-deutsches und deutsch-lateinisches Schulwörterbuch（『ラテン語・ドイツ語＆ドイツ語・ラテン語学習辞書』）(1876–77 Leipzig)
- Lexikon der lateinischen Wortformen（『ラテン語の語形辞典』）1890